# La Ilustración Española y Americana
La Ilustración Española y Americana fue una revista editada en Madrid entre 1869 y 1921.

## Diseño editorial
La revista aparecía semanalmente, los días 8, 15, 22 y 30 de cada mes. Comenzó a editarse en 1869 y fue continuadora de El Museo Universal, editada entre 1857 y 1869. La revista seguía el modelo de prestigiosas publicaciones europeas como las francesas L'Illustration o Le Monde Illustré, Illustrirte Zeitung de Alemania o la italiana L'Illustrazione Italiana. Desapareció en 1921.

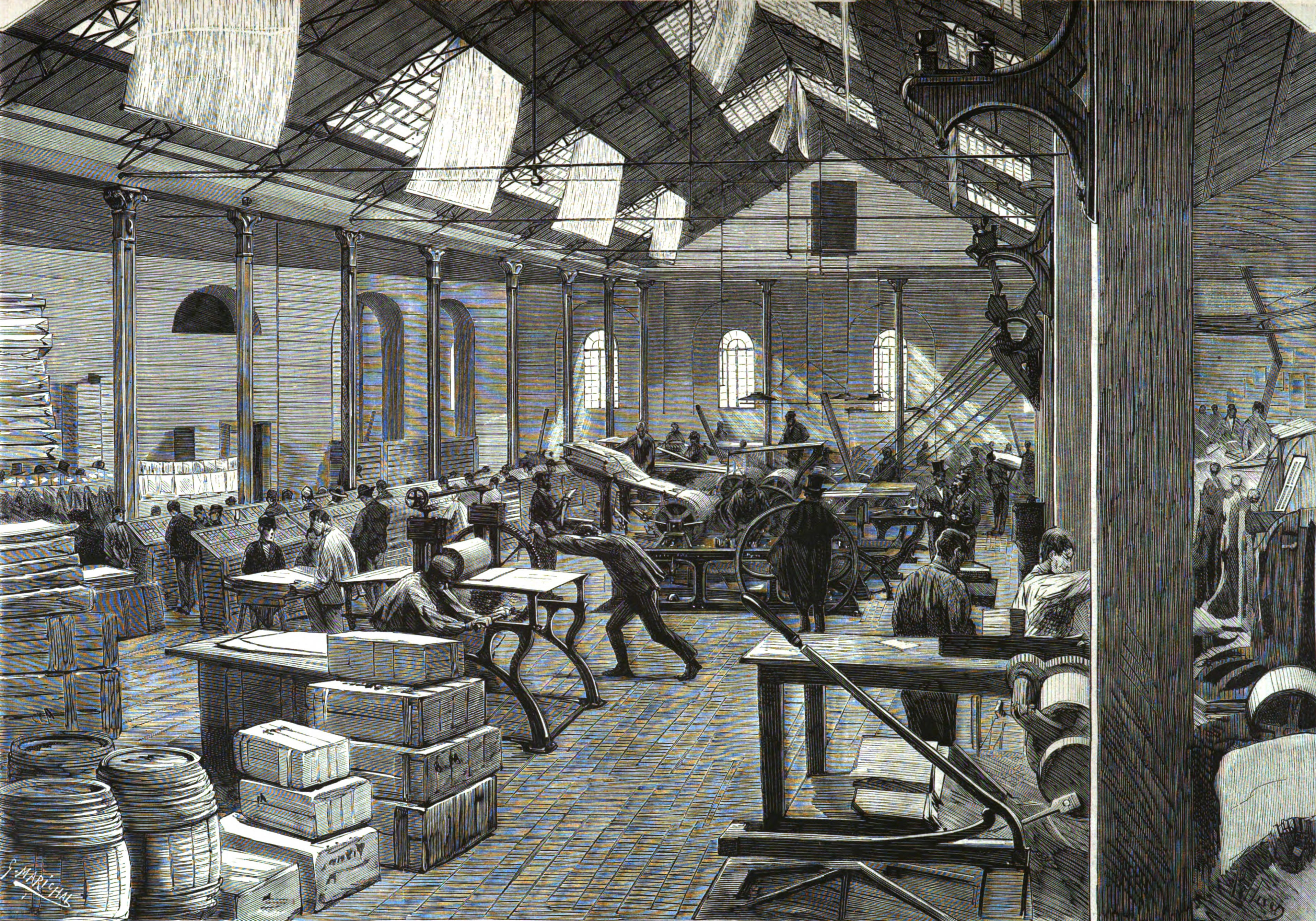
Imprenta de La Ilustración Española y Americana, propiedad de los Aribau y C.ª, hacia 1874.

En su cabecera se presentaba como «Periódico de ciencias, artes, literatura, industria y conocimientos útiles». Fue fundada en 1869 en Madrid por Abelardo de Carlos, que fue su director hasta 1881. Lo sucedió en la dirección su hijo Abelardo José de Carlos y Hierro.
Entre los escritores que colaboraron en ella puede citarse a literatos como José Zorrilla, Ramón de Campoamor, Juan Valera, Leopoldo Alas Clarín, Valle-Inclán, Unamuno, Emilia Pardo Bazán o políticos y periodistas como Emilio Castelar, Ángel Fernández de los Ríos, Peregrín García Cadena, Manuel Cañete, José Velarde, Miguel Rodríguez Ferrer, Patrocinio de Biedma o Francisca Sarasate, entre otros.

## Cantera de ilustradores
Como indica su nombre, La Ilustración Española y Americana se caracterizó por la profusión de ilustraciones representando variados aspectos de la vida cotidiana de España y de los países hispanoamericanos, donde también tuvo difusión. Ello la haría «auténtica escuela de maestros gráficos», dibujantes y grabadores, con Bernardo Rico como responsable del diseño de la revista, director artístico y jefe de los talleres de Rivadeneyra, tarea de coordinación en la que le ayudaron su hermano Martín, Arturo Carretero Sánchez o Tomás Carlos Capuz Alonso, asimismo pintores, dibujantes y/o grabadores como el valenciano Francisco Pastor Muntó. La publicación también incluyó con frecuencia grabados realizados sobre fotografías de J. Laurent.

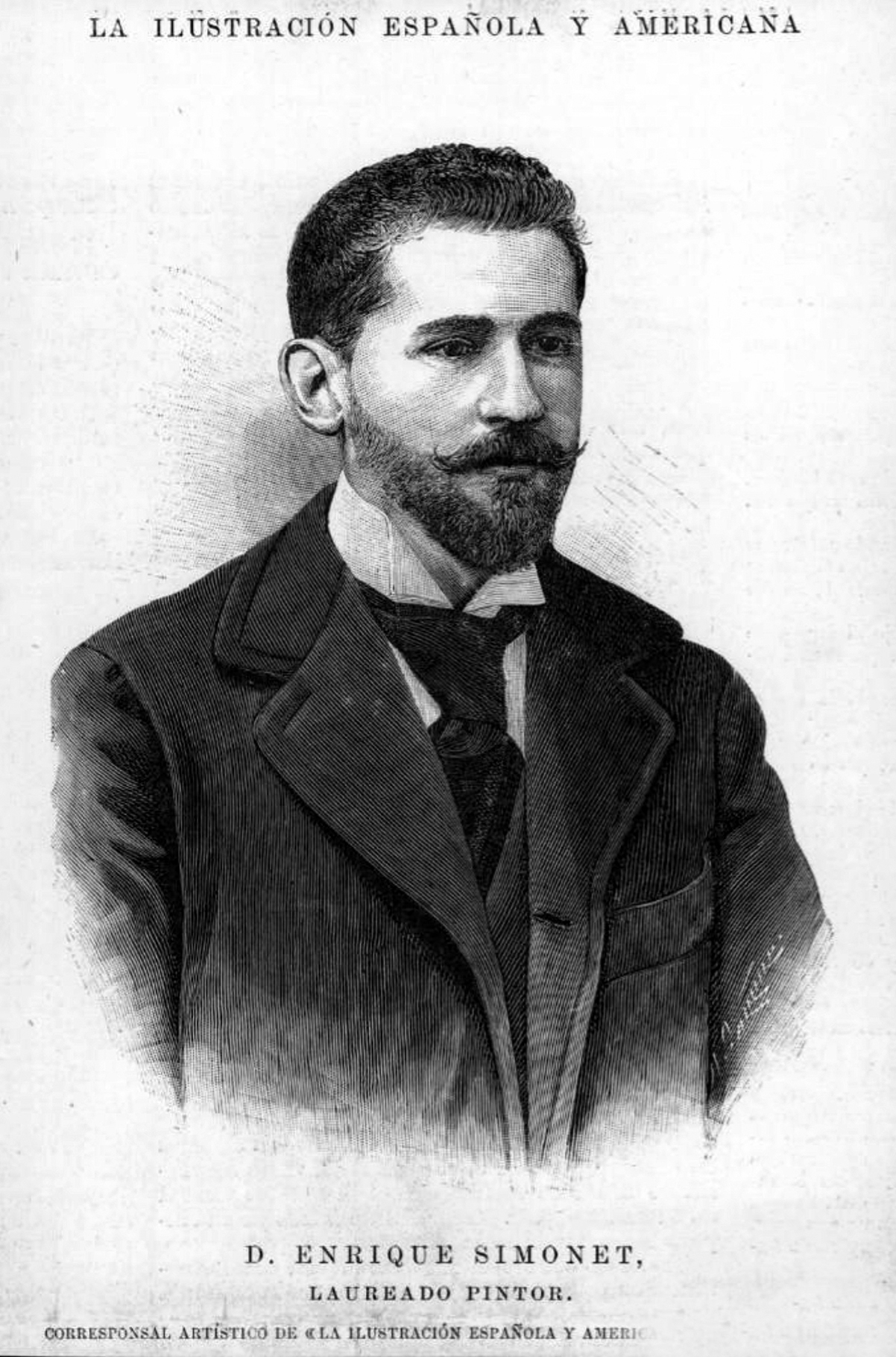
Retrato de Enrique Simonet, grabado publicado en La Ilustración Española y Americana.

La larga lista de maestros gráficos incluyó pintores como Francisco Pradilla, Alejandro Ferrant, Enrique Simonet, Valeriano Domínguez Bécquer, José Sánchez Gerona, Isidro Gil y Eduardo Sánchez Solá; o dibujantes como Juan Comba, José Luis Pellicer, Francisco Ortego, Tomás Padró, Félix Badillo, Manuel Alcázar, Domingo Muñoz Cuesta, Alfredo y Daniel Perea, Fernando Miranda o Mariano Pedrero. A ellos hay que añadir los nombres de algunos corresponsales gráficos en provincias, entre los que destacaron José Riudavets, el barcelonés Manuel Obiols Delgado, el sevillano Ramiro Franco Pacheco o el valenciano Castells, entre otros muchos. La variedad de temas provocó que entre los artistas colaboradores se desarrollasen especializaciones.

## Épocas

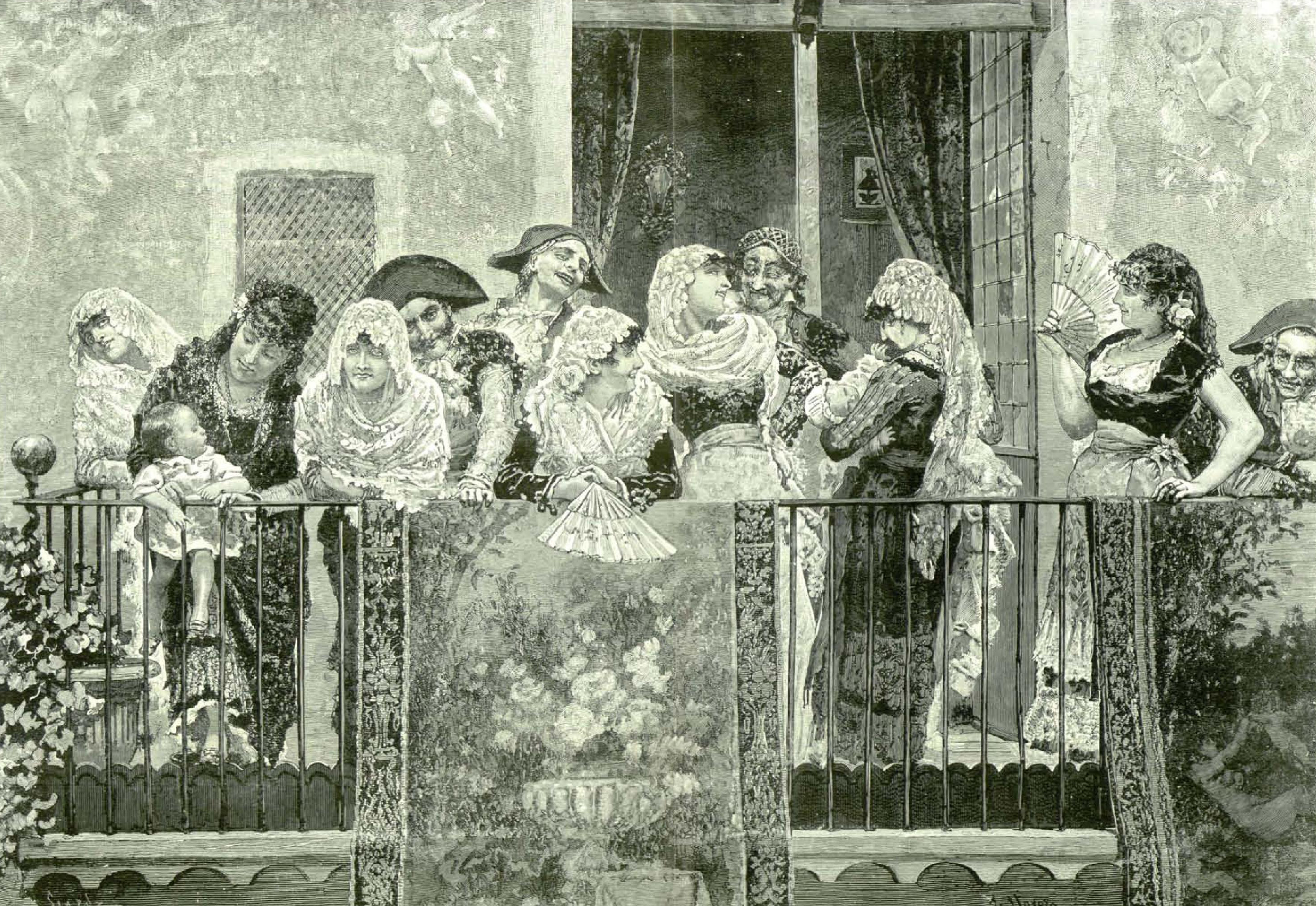
Aguardando la Procesión. Grabado publicado en La Ilustración Española y Americana de 22 de septiembre de 1899, obra de Tomás Carlos Capuz.

La propia personalidad de sus colaboradores supuso una recíproca influencia que marcó distintas épocas en la historia de la revista. Quizá una de las más claras, provocada por la voluntad de recuperación tradicionalista de la Restauración, fue la que Valeriano Bozal llama “segundo costumbrismo” y que venía a satisfacer "la construcción de la imagen burguesa" perseguida por la publicación. El objetivo se conseguía con profusión de ilustraciones pintorescas, desde los motivos cotidianos a las estampas arquitectónicas, pasando por los "bocetos y croquis" de inspiración romántica sobre las guerras carlistas o de Cuba.